# Les Razmoket : La Chasse aux trésors
Les Razmoket : La Chasse aux trésors (Rugrats: Scavenger Hunt) est un jeu vidéo party game sorti en 1999 sur Nintendo 64. Le jeu a été développé par Realtime Associates et édité par THQ.

## Accueil
- AllGame : 2/5[1]
- IGN : 3,7/10[2]
- Nintendo Power : 5,3/10[3]